# Les Vachons

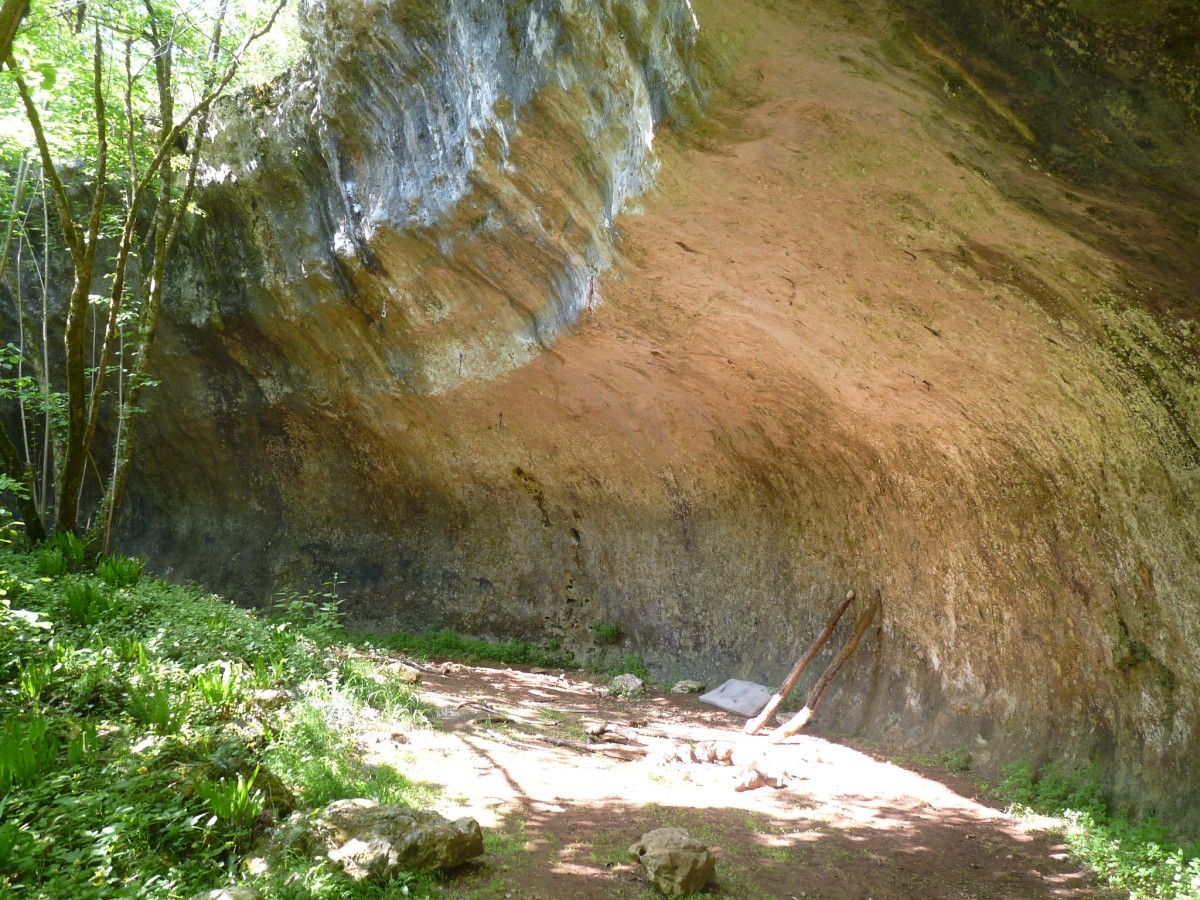
Les Vachons

Les Vachons (auch Pres Vachons genannt) sind zwei Abris und eine Höhle in Voulgézac, etwa 20 km südlich von Angoulême im Département Charente in Frankreich.
Der 1867 entdeckte Platz liegt entlang des Baches Font-Robert, eines Unterlaufs des Boëme. Der etwa 30,0 m hohe Kalksteinfelsen ist nach Süden geneigt. In der Höhle sprudelt auch bei Trockenheit eine Quelle. Der Abri wurde 1867 von Trémeau de Rochebrune, 1896 von Chauvet und 1914 und 1922 von J. Coiffard, einem Bauern aus Voulgezac, untersucht. Die Stätte wurde ins obere Paläolithikum mit Stufen des Aurignacien und des Solutréen datiert. Fünf Stufen vom Aurignacien zum Gravettien sind dokumentiert. Ein Bouchon d’outr (Verschluss) und ein Molar aus dem Périgord wurde hier gefunden. Hauptfundstück war das wegen seiner charakteristischen Natur als „Burin des Vachons“ bekannte Werkzeug. Etwa 30.000 Jahre alte Stichel aus dem Aurignacien wurden als mit Birkenpech geschäftete Pfeilspitzen identifiziert.

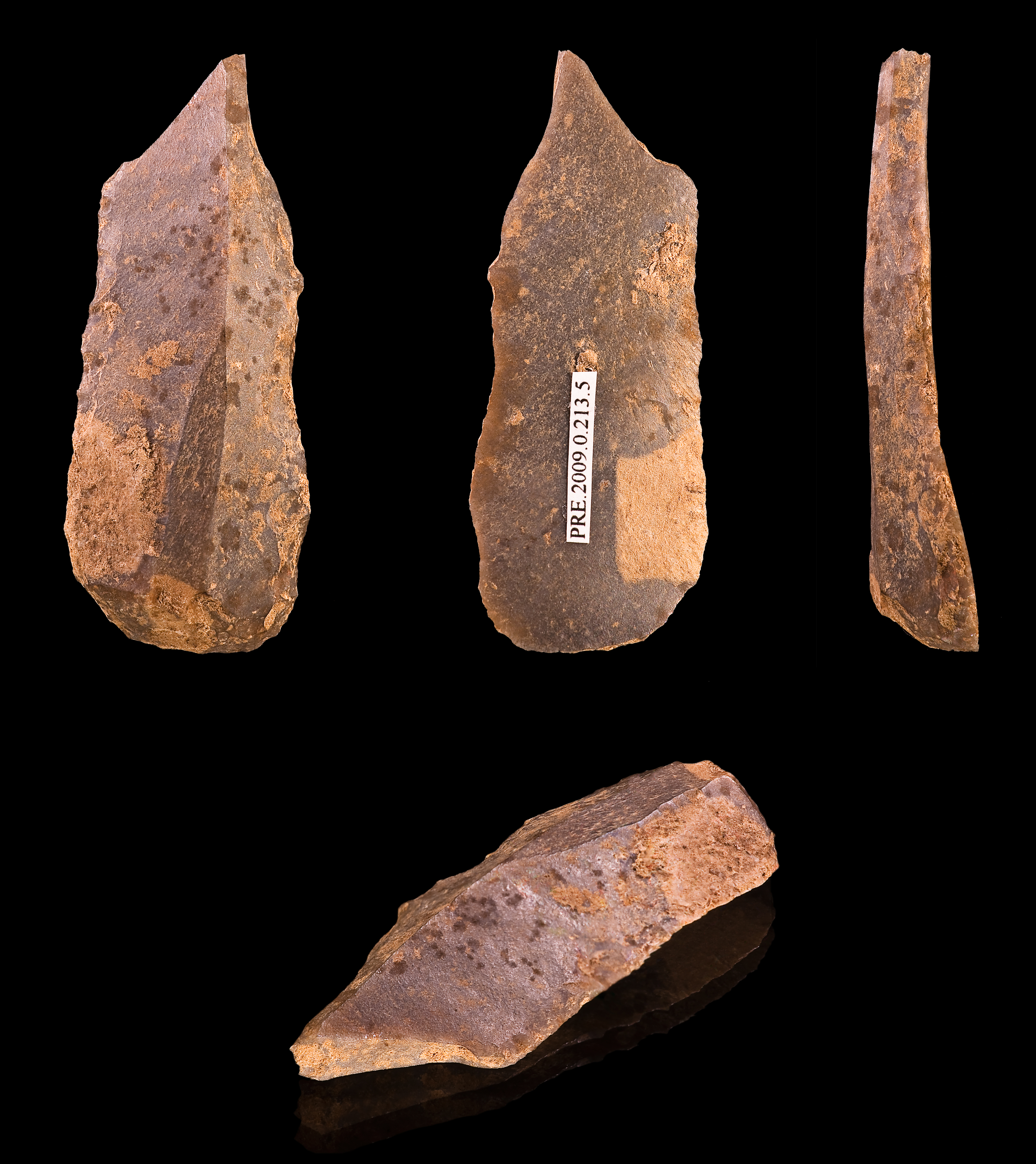
Stichel

Die prähistorische Lagerstätte wurde 1927 als Monument historique eingestuft.

Les Vachons - Die Höhle
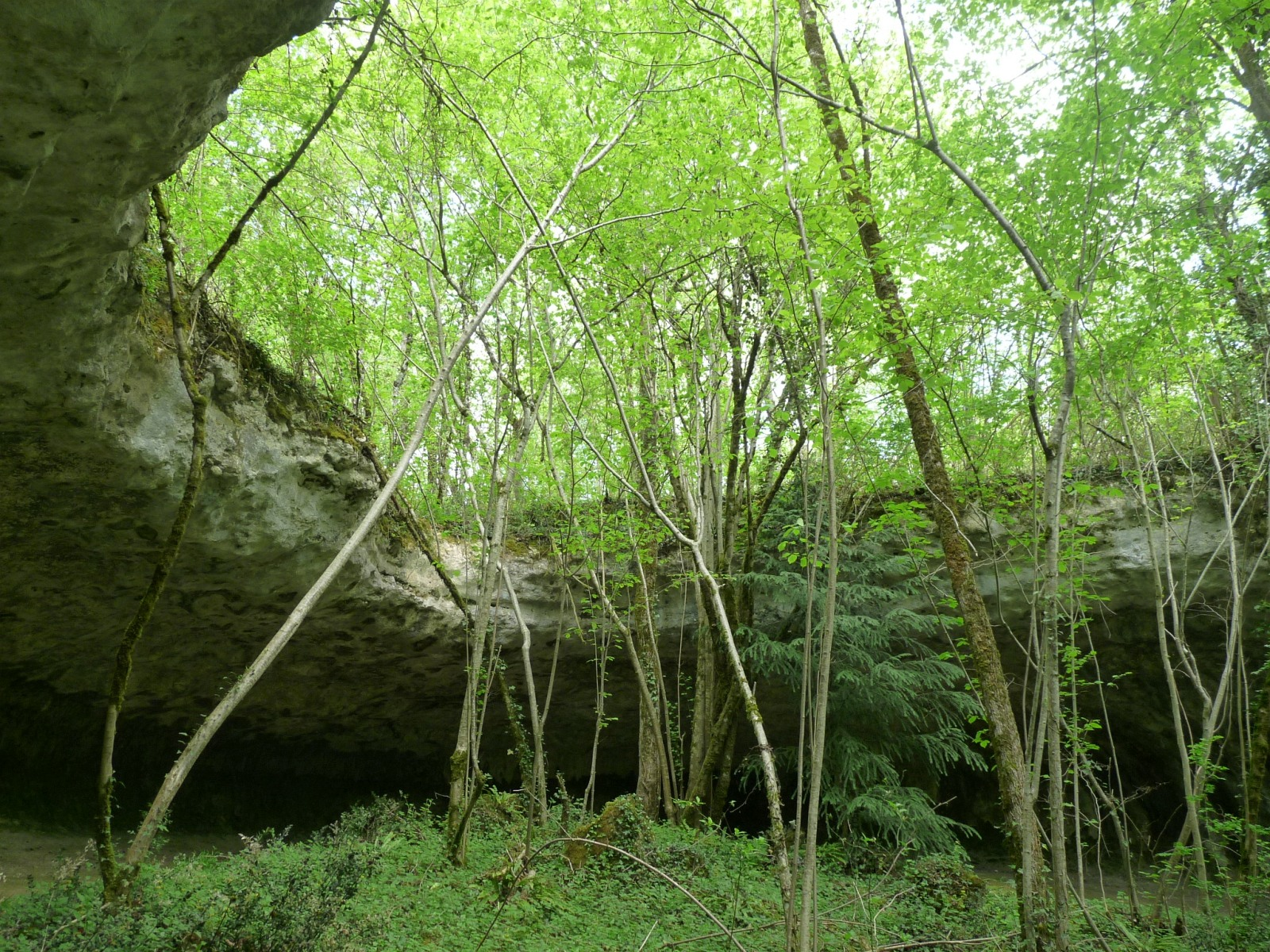
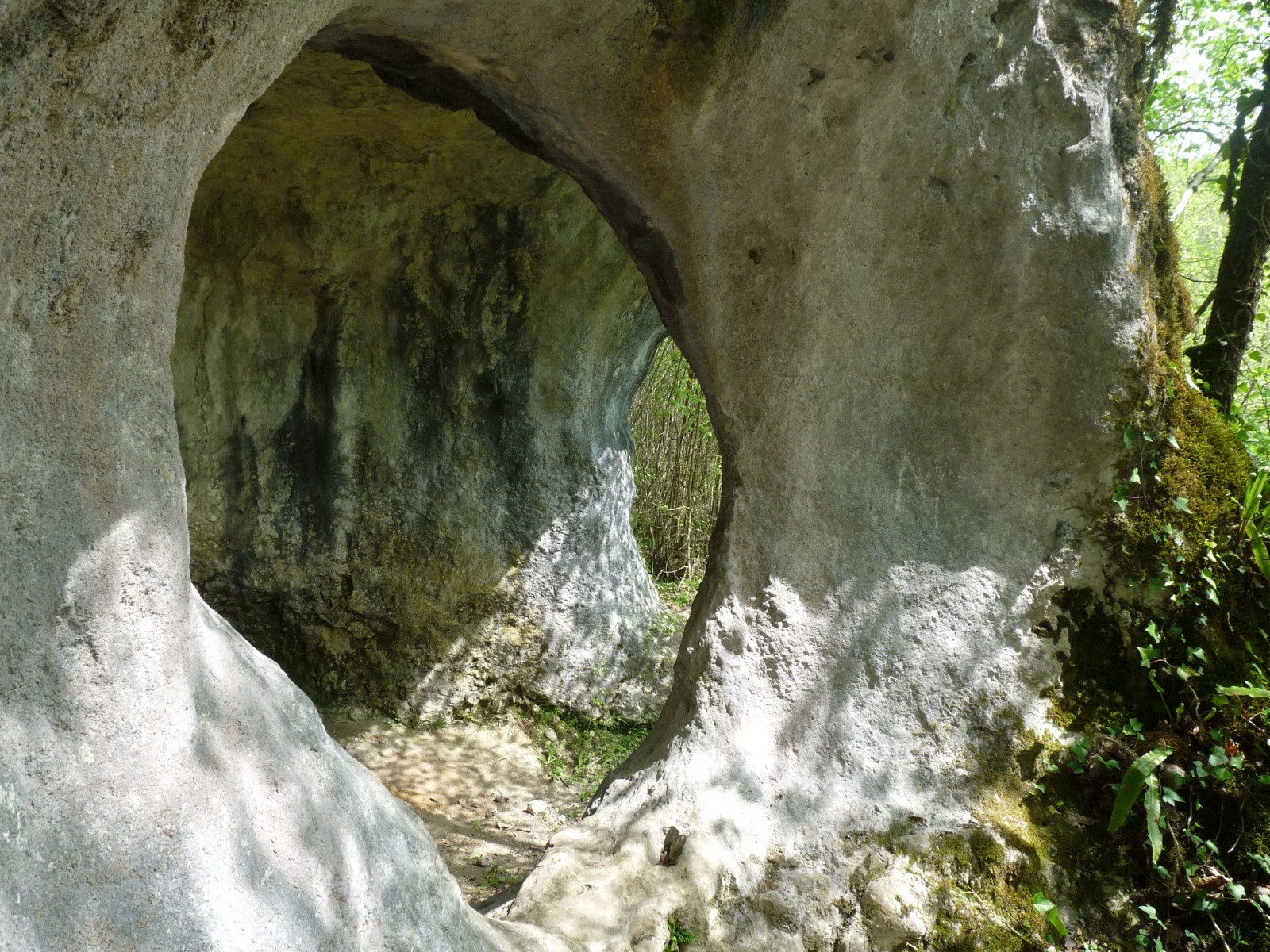
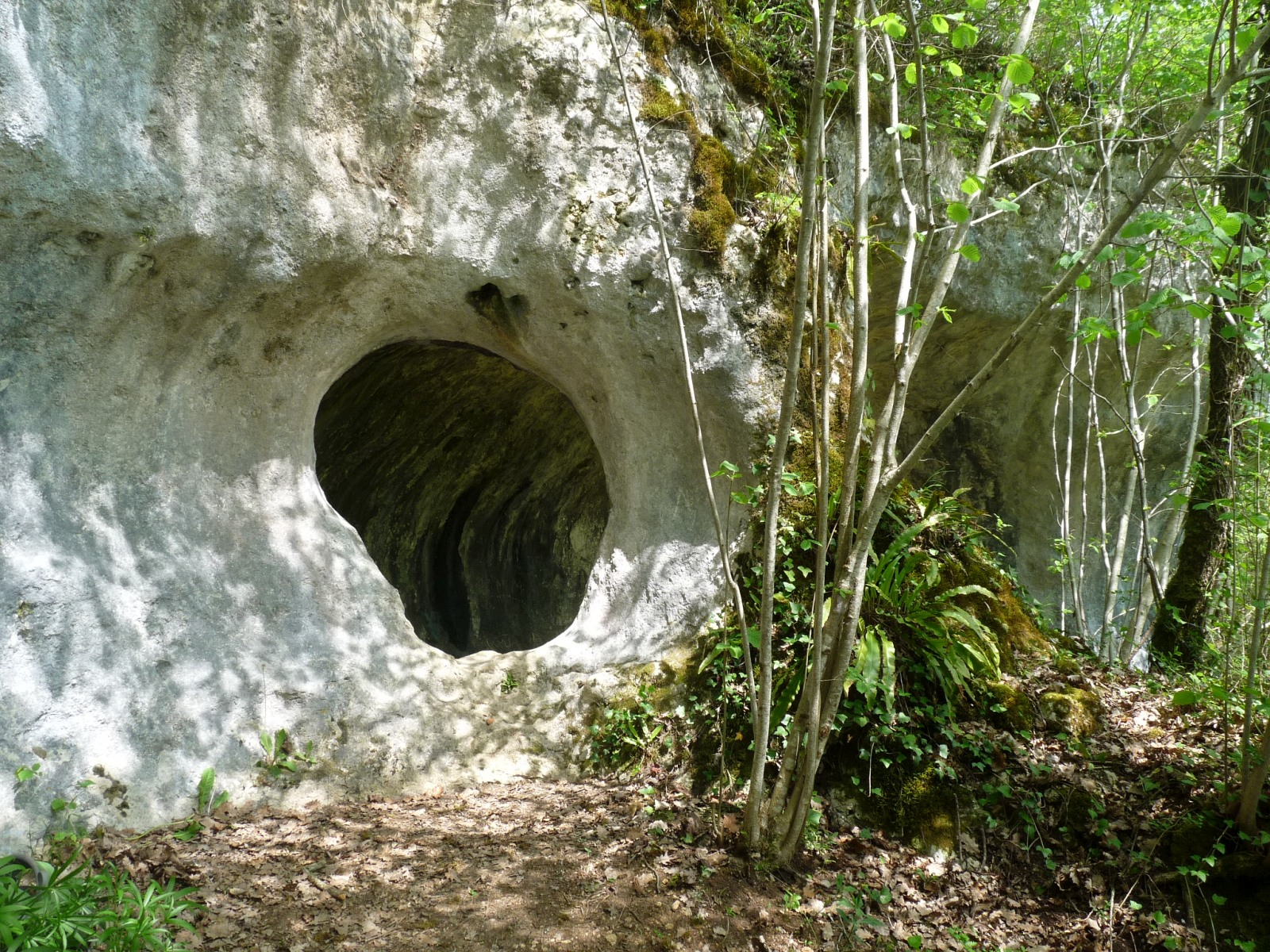
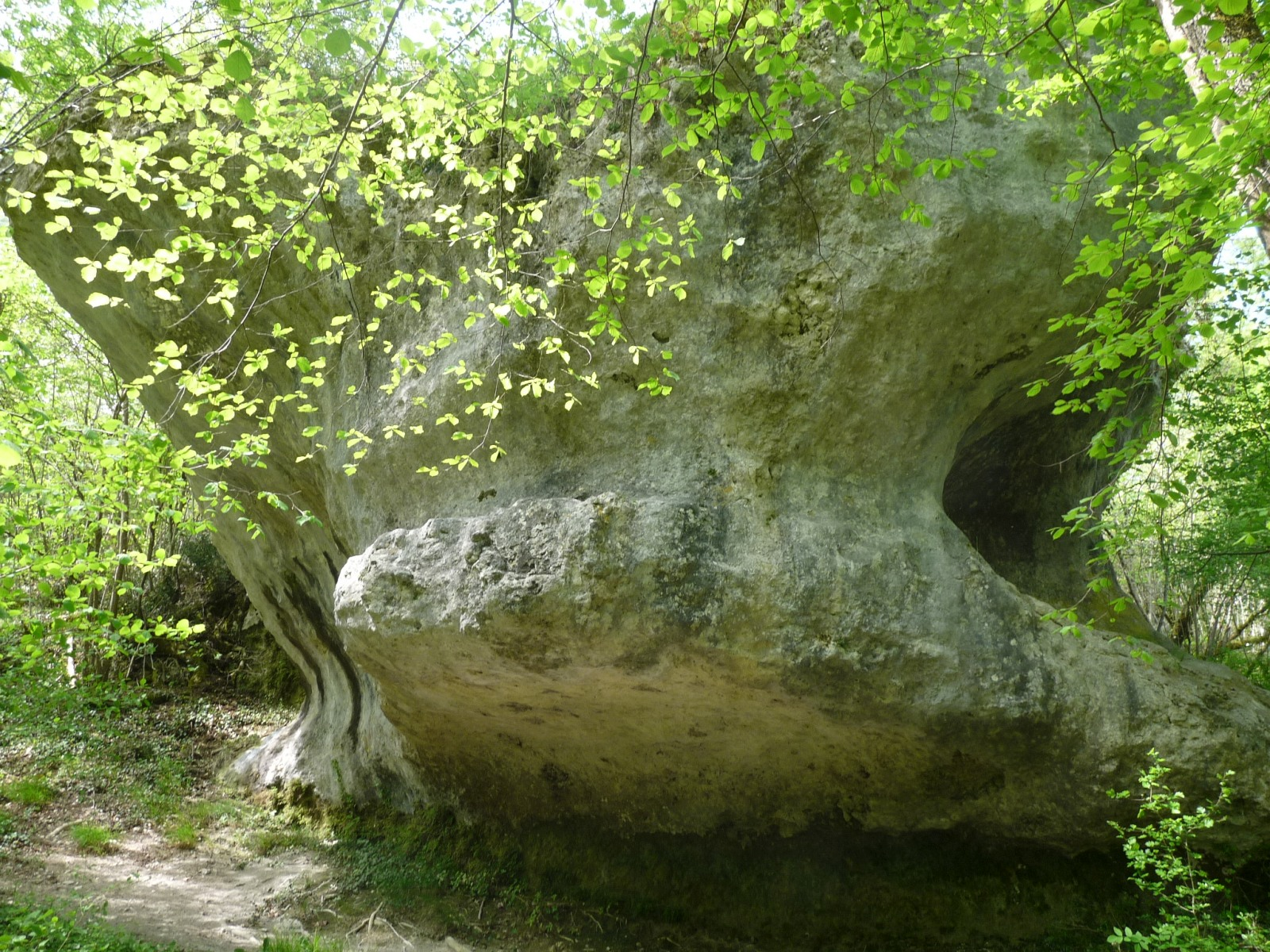

Les Vachons in Lauris im Département Vaucluse ist ein gleichnamiger Abri. In der Nähe liegt der Abri La Chaire-à-Calvin.